# (5950) Leukippos
(5950) Leukippos es un asteroide perteneciente al cinturón de asteroides, región del sistema solar que se encuentra entre las órbitas de Marte y Júpiter, más concretamente a la familia de Eos, descubierto el 9 de agosto de 1986 por Eric Walter Elst y la astrónoma Violeta Ivanova desde el Observatorio Astronómico Nacional de Bulgaria, Smolyan, Bulgaria.

## Designación y nombre
Designado provisionalmente como 1986 PS4. Fue nombrado Leukippos en homenaje al filósofo griego Leucipo de Mileto, nacido alrededor del año 450 a. C., probablemente en Mileto, en la costa oeste de Asia Menor. Su principal preocupación era armonizar la cosmología jónica con la ontología griega. Aunque fue Demócrito quién elaboró brillantemente muchas de sus ideas, la teoría atomista de la materia se originó con Leucipo. Solo quedan unos pocos fragmentos de su trabajo, y estos muestran que hizo una clara distinción entre el espacio vacío y la materia.

## Características orbitales
Leukippos está situado a una distancia media del Sol de 2,981 ua, pudiendo alejarse hasta 3,292 ua y acercarse hasta 2,669 ua. Su excentricidad es 0,104 y la inclinación orbital 9,078 grados. Emplea 1880,06 días en completar una órbita alrededor del Sol.

## Características físicas
La magnitud absoluta de Leukippos es 12,6. Tiene 10,045 km de diámetro y su albedo se estima en 0,192. 